# قاي خواكيم
قاي خواكيم (بالفرنسية: Guy Joachim)‏ هو رسام وفنان هايتي، ولد في 1955 في كاب هايتيان في هايتي.